# Governo Boc II
Il Governo Boc II è stato il tredicesimo governo della Romania post-comunista. Rimase in carica dal 23 dicembre 2009, quando fu investito dal parlamento, fino al 6 febbraio 2012, quando si dimise in seguito alle proteste esplose in tutto il paese relative alle controversie del suo programma di governo basato sul rigore. Il presidente della Romania, Traian Băsescu, prima di scegliere il successore di Boc, affidò ad interim il governo all'allora ministro della Giustizia, Cătălin Predoiu. Il 9 febbraio Traian Băsescu evitò di sciogliere le camere ed andare ad elezioni anticipate, affidando l'incarico all'allora capo dei servizi segreti rumeni Mihai Răzvan Ungureanu.

## Cronologia del mandato

### Incarico
Dopo che il 13 ottobre 2009 il governo Boc I fu battuto sulla mozione di sfiducia proposta da Partito Social Democratico (PSD), Partito Nazionale Liberale (PNL) e Unione Democratica Magiara di Romania (UDMR), questo fu costretto a dimettersi, mantenendo l'incarico ad interim.
Poiché le successive nomine a premier (Lucian Croitoru e Liviu Negoiță) proposte dal presidente della repubblica Traian Băsescu non convinsero le opposizioni, si verificò una situazione di stallo, che si risolse solamente in seguito alle Elezioni presidenziali in Romania del 2009. La rielezione di Băsescu ebbe effetti immediati anche sul governo. Il 16 dicembre, a due giorni dalla convalida dei risultati del voto, Negoiță rimise il mandato nelle mani del presidente, incolpando le opposizioni di aver rimandato la formazione del suo governo.
Visti i fallimenti di Croitoru e Negoiță, il 17 dicembre il presidente designò nuovamente Emil Boc (per il cui governo ad interim i termini sarebbero scaduti il 23 dicembre) per la formazione di un governo incaricato di approvare rapidamente la legge sul bilancio per il 2010. Vista la nuova situazione politica nata all'indomani del voto presidenziale, Boc riuscì a costruire una nuova maggioranza in alleanza con l'UDMR e con l'appoggio di una parte di parlamentari indipendenti dissidenti del PSD (tra i quali Gabriel Oprea e Cristian Diaconescu). Il 23 dicembre 2009 nacque il governo Boc II.

## Appoggio parlamentare e composizione
Formatosi dopo l'uscita del Partito Social Democratico (PSD) dal governo Boc I, il governo Boc II fu sostenuto da un'ampia coalizione che comprendeva Partito Democratico Liberale (PD-L) (centro-destra), Unione Democratica Magiara di Romania (UDMR) (rappresentante della minoranza ungherese) e il gruppo di parlamentari indipendenti di centro-sinistra nato intorno alle figure di Gabriel Oprea e Cristian Diaconescu. Sia Oprea che Diaconescu erano stati ministri PSD durante il governo Boc I, per poi dimettersi dal partito.
Nel 2010 il gruppo di indipendenti si riunì ufficialmente in una nuova formazione politica denominata Unione Nazionale per il Progresso della Romania (UNPR).
Insieme la maggioranza disponeva di 156 deputati su 330 (pari al 47,2% dei seggi alla camera dei deputati della Romania) e di 66 senatori su 137 (pari al 48,1% dei seggi al senato della Romania).
| Carica                                                                | Titolare                                                   | Titolare                                                    | Partito      |
| --------------------------------------------------------------------- | ---------------------------------------------------------- | ----------------------------------------------------------- | ------------ |
| Primo ministro                                                        |                                                            | Emil Boc                                                    | PD-L         |
| Vice Primo ministro                                                   |                                                            | Béla Markó                                                  | UDMR         |
| Ministro della giustizia                                              |                                                            | Cătălin Predoiu                                             | Indipendente |
| Ministro della difesa nazionale                                       |                                                            | Gabriel Oprea                                               | UNPR         |
| Ministro della cultura e del patrimonio nazionale                     |                                                            | Hunor Kelemen                                               | UDMR         |
| Ministro dell'agricoltura e dello sviluppo rurale                     |                                                            | Mihai Dumitru (fino al 3 settembre 2010)                    | Indipendente |
| Ministro dell'agricoltura e dello sviluppo rurale                     |                                                            | Valeriu Tabără (dal 3 settembre 2010)                       | PD-L         |
| Ministro della salute                                                 |                                                            | Attila Cseke (fino al 17 agosto 2011)                       | UDMR         |
| Ministro della salute                                                 | Ladislau Ritli (dal 17 agosto 2011)                        |                                                             | UDMR         |
| Ministro degli affari esteri                                          |                                                            | Teodor Baconschi (fino al 23 gennaio 2012)                  | PD-L         |
| Ministro degli affari esteri                                          |                                                            | Cristian Diaconescu (dal 24 gennaio 2012)                   | UNPR         |
| Ministro dell'economia, del commercio e delle imprese                 |                                                            | Adriean Videanu (fino al 3 settembre 2010)                  | PD-L         |
| Ministro dell'economia, del commercio e delle imprese                 | Ion Ariton (dal 3 settembre 2010)                          |                                                             | PD-L         |
| Ministro delle finanze pubbliche                                      |                                                            | Sebastian Vlădescu (fino al 3 settembre 2010)               | PD-L         |
| Ministro delle finanze pubbliche                                      | Gheorghe Ialomițianu (dal 3 settembre 2010)                |                                                             | PD-L         |
| Ministro del lavoro, della famiglia e della protezione sociale        |                                                            | Mihai Șeitan (fino al 3 settembre 2010)                     | PD-L         |
| Ministro del lavoro, della famiglia e della protezione sociale        | Ioan Botiș (dal 3 settembre 2010 al 21 aprile 2011)        |                                                             | PD-L         |
| Ministro del lavoro, della famiglia e della protezione sociale        | Emil Boc (ad interim; dal 21 aprile 2011 al 3 giugno 2011) |                                                             | PD-L         |
| Ministro del lavoro, della famiglia e della protezione sociale        |                                                            | Sebastian Lăzăroiu (dal 3 giugno 2011 al 19 settembre 2011) | Indipendente |
| Ministro del lavoro, della famiglia e della protezione sociale        |                                                            | Sulfina Barbu (dal 19 settembre 2011)                       | PD-L         |
| Ministero dell'ambiente e delle foreste                               |                                                            | László Borbély                                              | UDMR         |
| Ministro dei trasporti e delle infrastrutture                         |                                                            | Radu Berceanu (fino al 3 settembre 2010)                    | PD-L         |
| Ministro dei trasporti e delle infrastrutture                         | Anca Boagiu (dal 3 settembre 2010)                         |                                                             | PD-L         |
| Ministro dell'amministrazione e degli interni                         |                                                            | Vasile Blaga (fino al 27 settembre 2010)                    | PD-L         |
| Ministro dell'amministrazione e degli interni                         | Traian Igaș (dal 27 settembre 2010)                        |                                                             | PD-L         |
| Ministro dell'educazione, della ricerca, della gioventù e dello sport |                                                            | Daniel Funeriu                                              | PD-L         |
| Ministro dello sviluppo regionale e del turismo                       |                                                            | Elena Udrea                                                 | PD-L         |
| Ministro delle comunicazioni e della società dell'informazione        |                                                            | Gabriel Sandu (fino al 3 settembre 2010)                    | PD-L         |
| Ministro delle comunicazioni e della società dell'informazione        | Valerian Vreme (dal 3 settembre 2010)                      |                                                             | PD-L         |
| Ministro degli affari europei                                         |                                                            | Leonard Orban (dal 20 settembre 2011)                       | Indipendente |